# Солаков
Солаков е българско родово име с произход от турската дума solak, на български левичар, навярно основателя на рода е бил левичар или си е служил добре с лява ръка.

## Личности с такова родово име
- Ангел Солаков (1922–1998) – български политик, министър на вътрешнит на вътрешните работи (1968-1971), спортен деятел;
- Милуш Солаков (р. 1939) – български военен пилот-разузнавач в Студената война;
- Митьо Солаков (1931 – 2010) – български скулптор;
- Мицко Солаков (1890-1928) – български революционер, деец на Вътрешна македоно-одринска революционна организация и на Вътрешната македонска революционна организация;
- Недко Солаков (р. 1957) – български художник;
- Стефан Солаков (р. 1942) – български журналист, телевизионен водещ в Национална телевизия Скат.